# Неделя критики (Каннский кинофестиваль)
«Неделя критики» (фр. Semaine de la critique, с 2008 — «Международная неделя критики» (фр. Semaine internationale de la critique)) — программа (секция) официального конкурса Каннского международного кинофестиваля. Основана в 1962 году Ассоциацией французских кинокритиков и посвящена открытию новых талантов в кинематографе. В 1961 году группа кинокритиков во главе с киноведами Жоржем Садулем и Луи Маркорелем предложила создать отдельную программу для фильмов, которые по тем или иным причинам не соответствовали традиционным требованиям фестивальной конкурсной программы. Первым таким фильмом представленным в рамках «Недели критиков» стала киноадаптация американского режиссёра Ширли Кларк одноимённой пьесы Джека Гелбера «Связь». Этот показ имел значительный успех после чего руководством фестиваля было принято решение расширить и усилить на представления такого типа фильмов. В программе представлены только первые и вторые кинопроизведения режиссёров. Со времени первого проведения в 1962 году, организация проведения программы претерпела множество изменений. По результатам просмотров вручается ряд призов, а самая престижная награда в этой секции — Гран-при Недели критики.

## История
История «Недели критики» берёт начало в 1961 году, когда на 14-м Каннском кинофестивале по инициативе Association française de la critique de cinéma (ныне —Французский синдикат кинокритиков) во главе с киноведами Жоржем Садулем и Луи Маркорелем, была представлена киноадаптация американского режиссёра Ширли Кларк одноимённой пьесы Джека Гелбера «Связь». Этот фильм независимого производства, не отвечал традиционным требованиям фестивальной конкурсной программы. Его откровенность, в частности постоянное употребление героями слова «дерьмо», стала причиной его запрета в США, хотя на Каннском кинофестивале был положительно встречен критиками. Кларк была одним из ведущих нью-йоркских режиссёров 1950-х и 1960-х годов. Показ её первой игровой ленты вызвал большой резонанс на кинофоруме, где состоялась премьера, поэтому тогдашний генеральный директор фестиваля Робер Фавр Ле Бре решил с одобрения Национального центра кинематографии, расширить и усилить на фестивале представления этого типа фильмов в последующие годы. С 1962 года «Неделя критики» получила статус официальной программы фестиваля. Организацию новой программы было возложено на Ассоциацию французских кинокритиков и отведено на её проведение неделю в течение предстоящего фестиваля. Критик Нелли Каплан предложила название программе — «Неделя критики».
В «Неделе критики» Каннского кинофестиваля участвовали дебютные работы таких известных кинорежиссёров, как Крис Маркер, Дени Аркан, Бу Видерберг, Бернардо Бертолуччи, Жан Осташ, Отар Иоселиани, Филипп Гаррель, Барбе Шрёдер, Кен Лоуч, Ромен Гупиль, Леос Каракс, Амос Гитай, Вонг Карвай, Арно Деплешен, Бенуа Пульворд, Гильермо Дель Торо, Жак Одиар, Кевин Смит, Франсуа Озон, Гаспар Ноэ, Алехандро Гонсалес Иньярриту и др.
Со времени первого проведения в 1962 году, организация и структура программы претерпела множество изменений. Так, c 1988 года свой конкурс получили короткометражные фильмы, а также стали проводиться специальные показы. По результатам просмотров вручается ряд призов, а самая престижная награда в этой секции — Гран-при Недели критики. Отбор картин происходит за несколько месяцев до начала фестиваля, а голосование в дни его проведения осуществляется аккредитованными журналистами после демонстрации фильма.

## Награды

### Полнометражные фильмы
- Grand Prix Nespresso (марка Nespresso введена в название с 2011 года)[6][7]

- Приз Консорциума писателей и композиторов (фр. Société des auteurs et compositeurs dramatiques; SACD) за лучший фильм[8]

- Приз ACID (Ассоциация независимого кино и его распространения)

- Приз молодых критиков (фр. Office franco-allemand pour la jeunesse; OFAJ)

- Приз Золотая железная дорога (фр. Rail d'or) — вручается с 1995 года группой киноманов-железнодорожников, которые посещают показы Недели

### Короткометражные фильмы
- Гран-при Canal+ за лучший короткометражный фильм

- Приз Открытие Kodak (фр. Prix Découverte Kodak) за лучший короткометражный фильм

- Приз Гран Крю (фр. Grand Cru)

- Приз Золотая железная дорога (фр. Rail d'or)

## Руководство
Пост генерального делегата последовательно занимали: Жорж Садуль (1962—1967), Луи Маркорель (1968—1974, 1983), Оливье Барро (1975), Бернар Тремеж (1975—1982), Жан Рой (1984—1999), Хосе Мария Риба (2000—2001), Клэр Клузо (2002—2004), Жан-Кристоф Бержон (2005—2011), Шарль Тессон (с 2012).